# Hills and Dales (Kentucky)
Hills and Dales és una població dels Estats Units a l'estat de Kentucky. Segons el cens del 2000 tenia 153 habitants.

## Demografia
Segons el cens del 2000, Hills and Dales tenia 153 habitants, 61 habitatges, i 51 famílies. La densitat de població era de 590,7 habitants/km².
Dels 61 habitatges en un 29,5% hi vivien nens de menys de 18 anys, en un 83,6% hi vivien parelles casades, en un 0% dones solteres, i en un 14,8% no eren unitats familiars. En el 9,8% dels habitatges hi vivien persones soles el 6,6% de les quals corresponia a persones de 65 anys o més que vivien soles. El nombre mitjà de persones vivint en cada habitatge era de 2,51 i el nombre mitjà de persones que vivien en cada família era de 2,69.
Per edats la població es repartia de la següent manera: un 20,3% tenia menys de 18 anys, un 2,6% entre 18 i 24, un 18,3% entre 25 i 44, un 37,3% de 45 a 60 i un 21,6% 65 anys o més.
L'edat mediana era de 52 anys. Per cada 100 dones de 18 o més anys hi havia 93,7 homes.
La renda mediana per habitatge era de 80.773 $ i la renda mediana per família de 80.888 $. Els homes tenien una renda mediana de 66.250 $ mentre que les dones 43.000 $. La renda per capita de la població era de 43.722 $. Entorn del 8,7% de les famílies i el 4,8% de la població estaven per davall del llindar de pobresa.

## Poblacions més properes
El següent diagrama mostra les poblacions més properes.